# Ulrich Karger
Pour les articles homonymes, voir Karger.
Ulrich Karger (né le 3 février 1957 à Berchtesgaden en Allemagne) est un écrivain et instituteur dans une école de Berlin.

## Notice biographique
Il s'intéresse aux enfants et aux adultes dans son œuvre. Son récit complet en prose de l'odyssée d'Homère a été pris remarqué par le  monde littéraire allemand. La commission de Luzerne des bibliothèques d'école et de municipalité a considéré ce travail digne d'une "exécution magistrale" et Hans-Ludwig Oertel a écrit dans le Forum classicum: "Ce genre de récit du professeur Ulrich Karger est le plus proche du texte homérique" et les personnes travaillant pour la jeunesse et les médias en Bavière et faisant partie du syndicat GEW "souhaitent à cette œuvre majeure et complète longue vie, aussi longue que celle de la version de Gustav Schwab". Ce travail forme également la base du "morceau de lire-musique" l'odyssée 1-5-9 qu'Ulrich Karger a développée ainsi que le compositeur de jazz de Berlin, Gernot Reetz.
Son livre d'image Geisterstunde im Kindergarten est édité en plusieurs langues et en français avec le titre Halloween à l'école. En outre, il écrit depuis 1985 parallèlement beaucoup de critiques littéraires pour différents quotidiens et magazines de programme. On peut lire plus de mille de ses critiques - au sujet de fiction, non fiction et des livres pour la jeunesse - dans ses archives en ligne Buechernachlese.

## Œuvres

### Lyrique & Prose
- Zeitlese (lyrique, prose & 14 vignettes) 1982
- Gemischte Gefühle (lyrique et prose) 1985,  (ISBN 3-925122-00-1)
- Verquer (roman-collage) 1990,  (ISBN 3-900959-02-1), livre de poche new edition 2013,  (ISBN 978-1-4849-6221-3) (livre électronique:  (ISBN 978-3-8476-2601-5))
- Mitlesebuch Nr.26 (lyrique et prose) 1997
- KopfSteinPflasterEchos (grotesque stories) 1999,  (ISBN 3-932325-56-7)
- Kindskopf – Eine Heimsuchung (de) (nouvelle ou Jonas-paraphrase) 2002,  (ISBN 3-928832-12-3); livre de poche 2012.  (ISBN 978-3-8448-1262-6) (livre électronique:  (ISBN 978-3-8448-3165-8))
- Vom Uhrsprung und anderen Merkwürdigkeiten (contes et paraboles) 2010,  (ISBN 978-3-8391-6942-1); e-book 2012.  (ISBN 978-3-8391-5986-6), (livre électronique:  (ISBN 978-3-8391-5986-6)); nouvelle édition 2015,  (ISBN 978-1-5008-6218-3), (livre électronique:  (ISBN 978-3-7380-2263-6)).
- Herr Wolf kam nie nach Berchtesgaden  - Ein Gedankenspiel in Wort und Bild. (satire et cycle des peintures) 2012,  (ISBN 978-3-8482-1375-7)

### Livres pour la jeunesse
- Familie Habakuk und die Ordumok-Gesellschaft 1993,  (ISBN 3-414-83534-7)
- Dicke Luft in Halbundhalb 1994,  (ISBN 3-414-83602-5), nouvelle édition 2011,  (ISBN 978-3-8391-6460-0)
- Homer: Die Odyssee (de) (récit) 1996, nouvelle édition 2004,  (ISBN 3-12-262460-5)
- Geisterstunde im Kindergarten (livre d'image) 2002,  (ISBN 3-314-01151-2)

Traduit de l'allemand
- (en) par J. Alison James: The Scary Sleepover (en), 2002  (ISBN 0-7358-1712-X)
- (fr) par Anne Ruck-Sultan: Halloween à l'école, 2002  (ISBN 3-314-21536-3)
- (it) par Alessandra Valtieri: Halloween all'asilo, 2002  (ISBN 88-8203-504-2)
- (nl) par Sander Hendriks: Spoken in de speelzaal, 2002  (ISBN 90-5579-684-0)
- (sl) par Andreja Sabati-Suster: Ples duhov v otroškem vrtcu, 2002  (ISBN 86-7823-284-6)

### Éditeur
- Briefe von Kemal Kurt (1947−2002) − mit Kommentaren, Nachrufen und Rezensionen. Livre de poche 2013,  (ISBN 978-1-4818-7999-6) (livre électronique: EAN/ (ISBN 978-3-8476-2863-7))
- Bücherwurm trifft Leseratte – Geschichten, Bilder und Reime für Kinder. Auteurs: Gabriele Beyerlein, Thomas Fuchs, Ulrich Karger, Manfred Schlüter, Christa Zeuch. Illustrations: Manfred Schlüter. Livre de poche, 2013,  (ISBN 978-3-7322-4393-8) (eBook: EAN/ (ISBN 978-3-8423-5333-6)).
- Bücherwurm trifft Leseratte 2 – Neue Geschichten und Gedichte für Kinder. Auteurs: Gabriele Beyerlein, Dagmar Chidolue, Thomas Fuchs, Uschi Flacke, Ulrich Karger, Manfred Schlüter, Sylvia Schopf, Pete Smith, Christa Zeuch. Illustrations: Manfred Schlüter. Livre de poche, 2016,  (ISBN 978-3-8423-8326-5).
- Peter Karger: Berchtesgadener Panoptikum – Eine Bilderserie. Livre de poche, 2014,   (ISBN 978-1-5052-6382-4).
- Kolibri: Das große Zeichenbuch – 1975-2000. Livre de poche, 2016.   (ISBN 978-1-5301-4102-9).
- SchreibLese : Ansichten – Absichten – Einsichten. Auteurs: Gabriele Beyerlein, Ulrich Karger, Manfred Schlüter, Pete Smith, Ella Theiss, Christa Zeuch. Illustrations: Manfred Schlüter. Livre de poche, 2022,   (ISBN 978-3-347-66464-7).